# امسكير (زيامة)
امسكير هو دُوَّار يقع بجماعة بني وليد، إقليم تاونات، جهة فاس مكناس في المملكة المغربية. ينتمي الدوّار لمشيخة زيامة التي تضم 5 دواوير. يقدر عدد سكانه بـ 1535 نسمة حسب الإحصاء الرسمي للسكان والسكنى لسنة 2004.

## روابط خارجية
- البوابة الوطنية للجماعات الترابية
- المندوبية السامية للتخطيط